# Стефан Рено
Стефан Рено (фр. Stéphane Renault; народився 1 березня 1968 у м. Барфлер, Манш, Франція) — французький бадмінтоніст.
Учасник Олімпійських ігор 1992 в одиночному розряді. У першому раунді поступився Томашу Мендреку з Чехословаччини — 0:2.
Чемпіон Франції в одиночному розряді (1987), в парному розряді (1990, 1991).
Переможець Israel International в одиночному розряді (1990), в змішаному парному розряді (1990).